# Комсомол (Салаватский район)
Комсомо́л (баш. Комсомол) — деревня в Салаватском районе Башкортостана, входит в состав Янгантауского сельсовета.

## География
Деревня находится на левом берегу реки Юрюзань.

### Географическое положение
Расстояние до:
- районного центра (Малояз): 12 км,
- центра сельсовета (Янгантау): 5 км,
- ближайшей ж/д станции (Кропачёво): 41 км.

## Население
| 2002 | 2009 | 2010 |
| ---- | ---- | ---- |
| 95   | ↗199 | ↗221 |

## Достопримечательности
- Кургазак — ручей, минеральный источник, вытекающий из отрогов горного хребта Каратау на левобережье реки Юрюзань, находится в Салаватском районе Башкортостана. Окрестности источника заняты сосново-осиново-березовыми лесами, входящими в 1-ю санитарную зону курорта «Янгантау»[4][5][6].

## Галерея

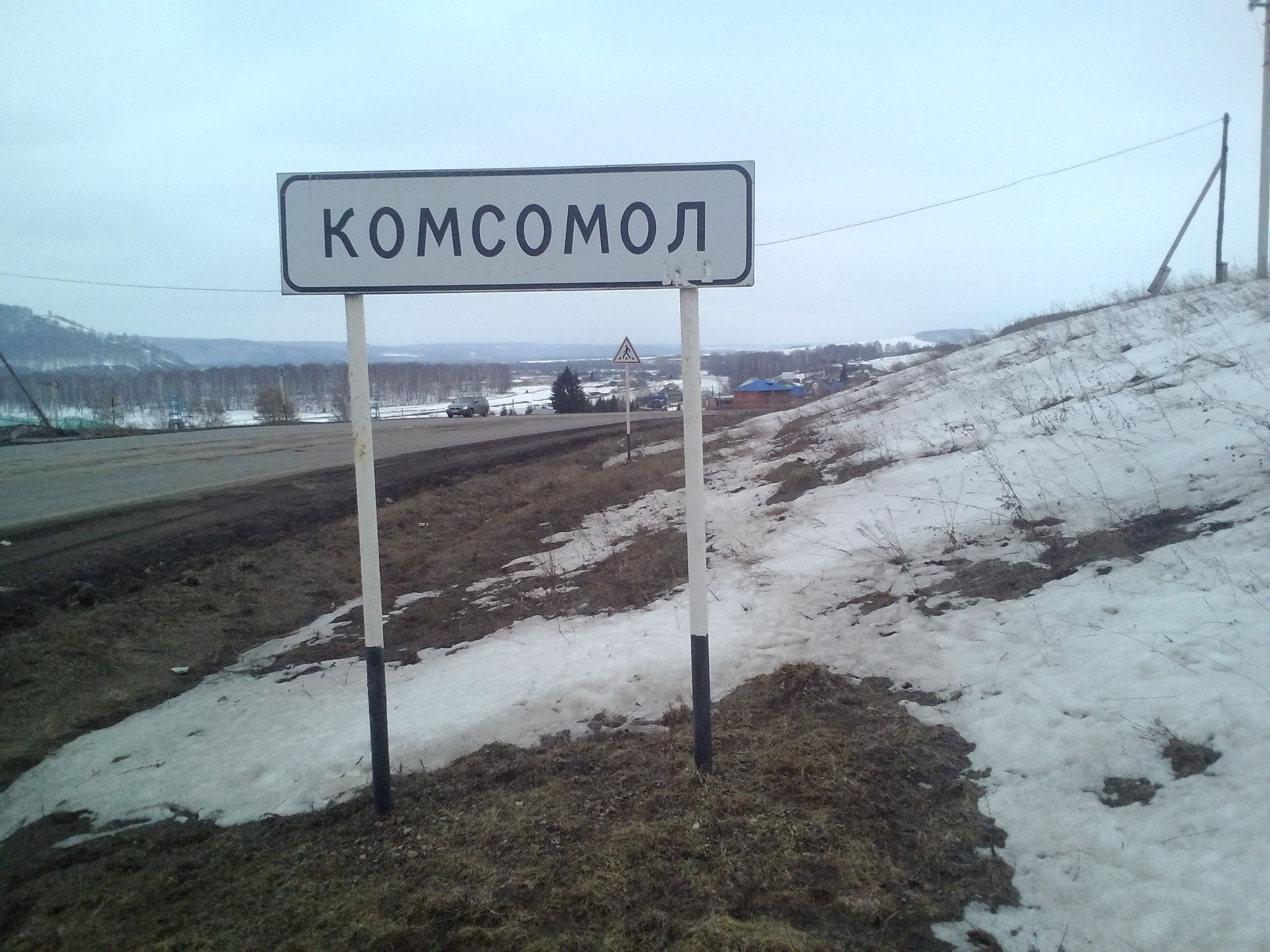
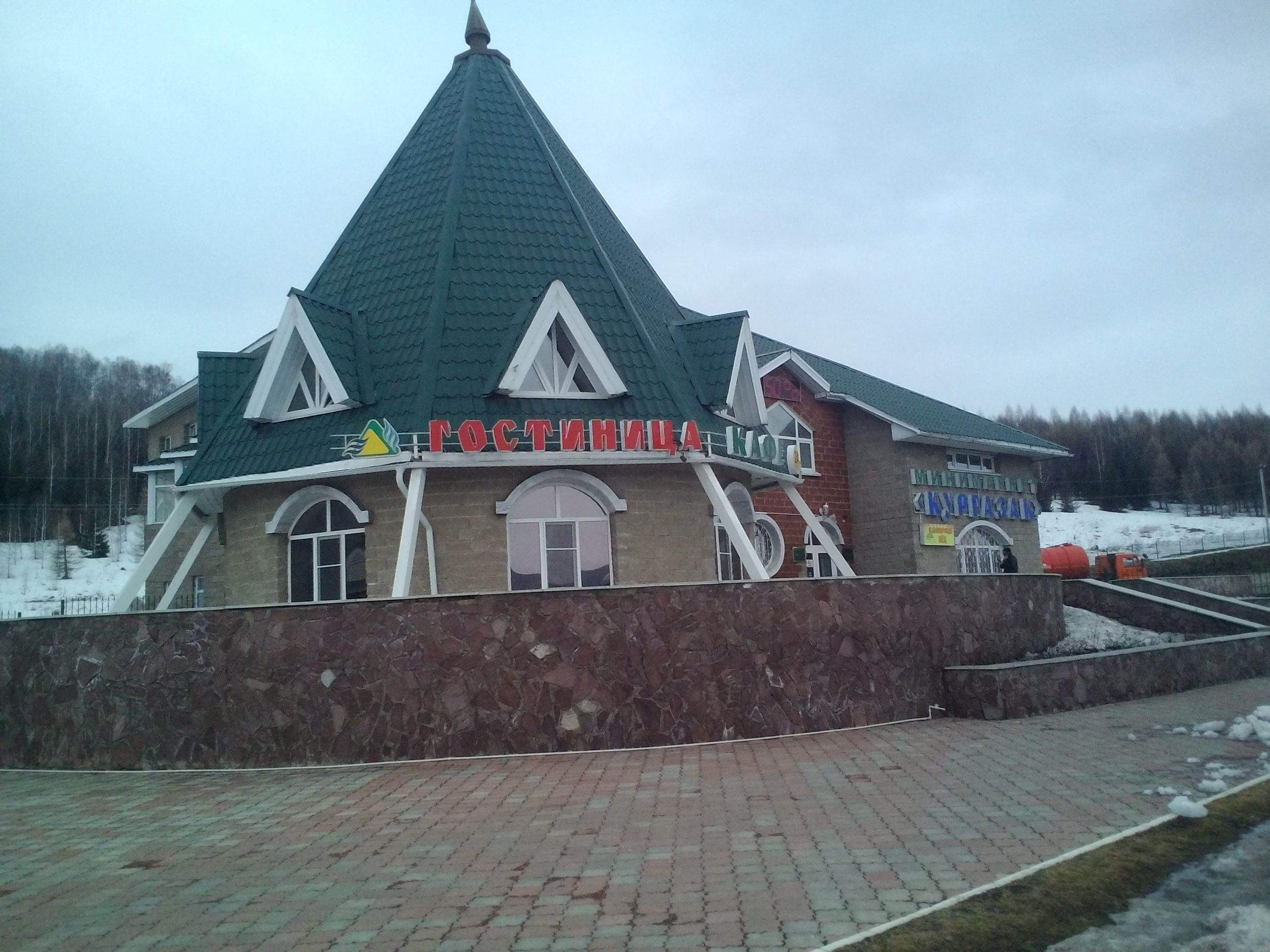
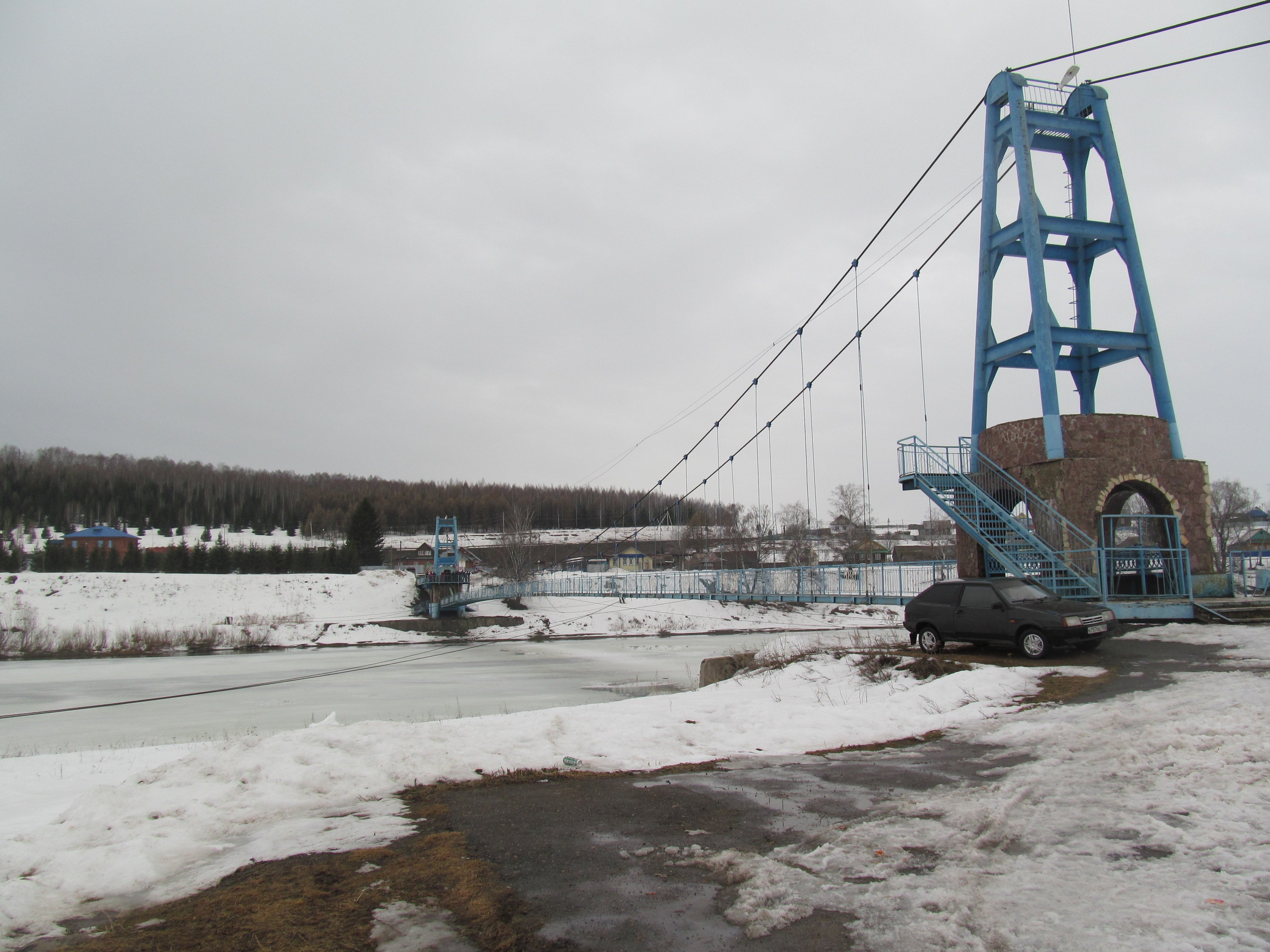
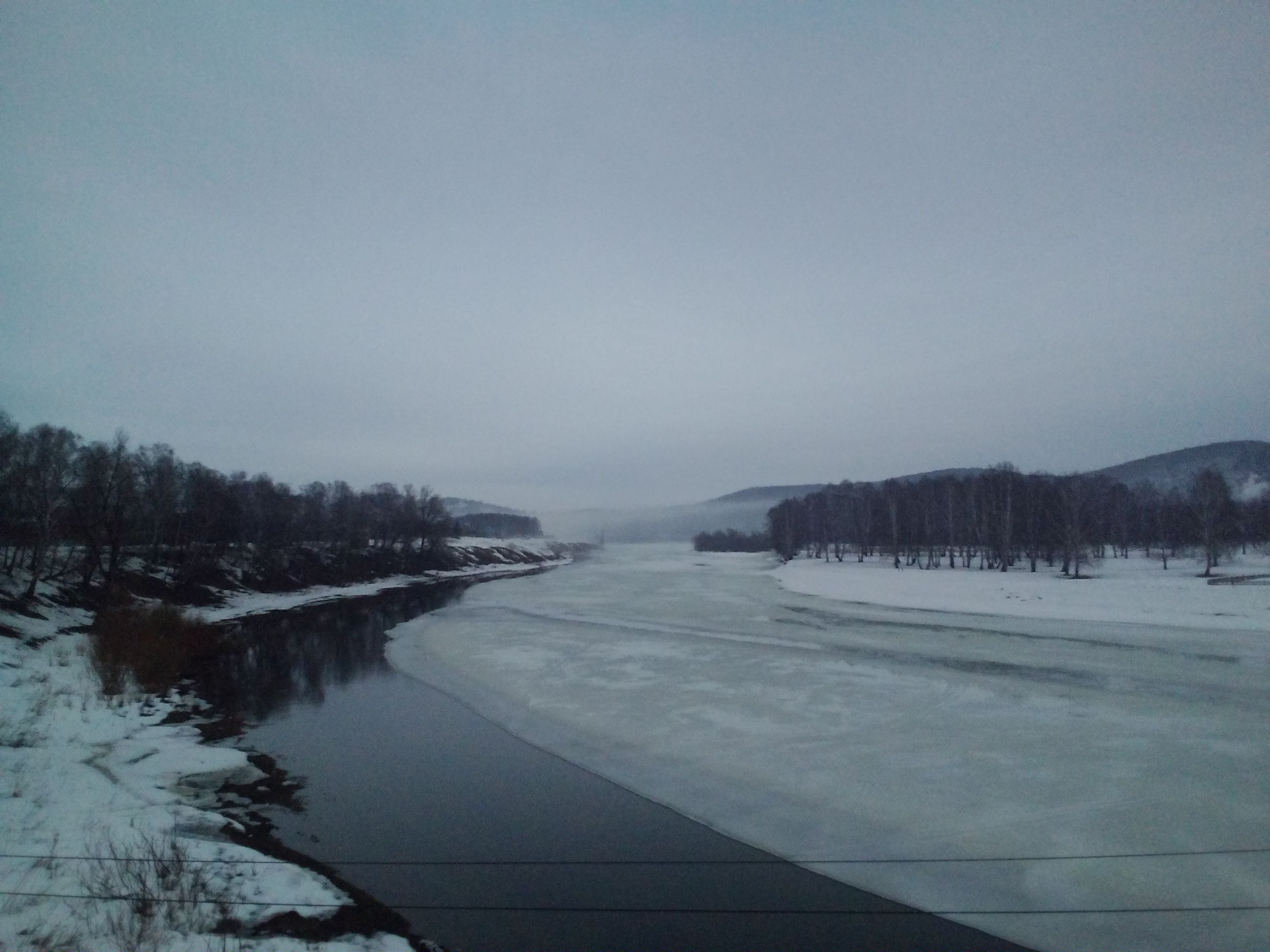
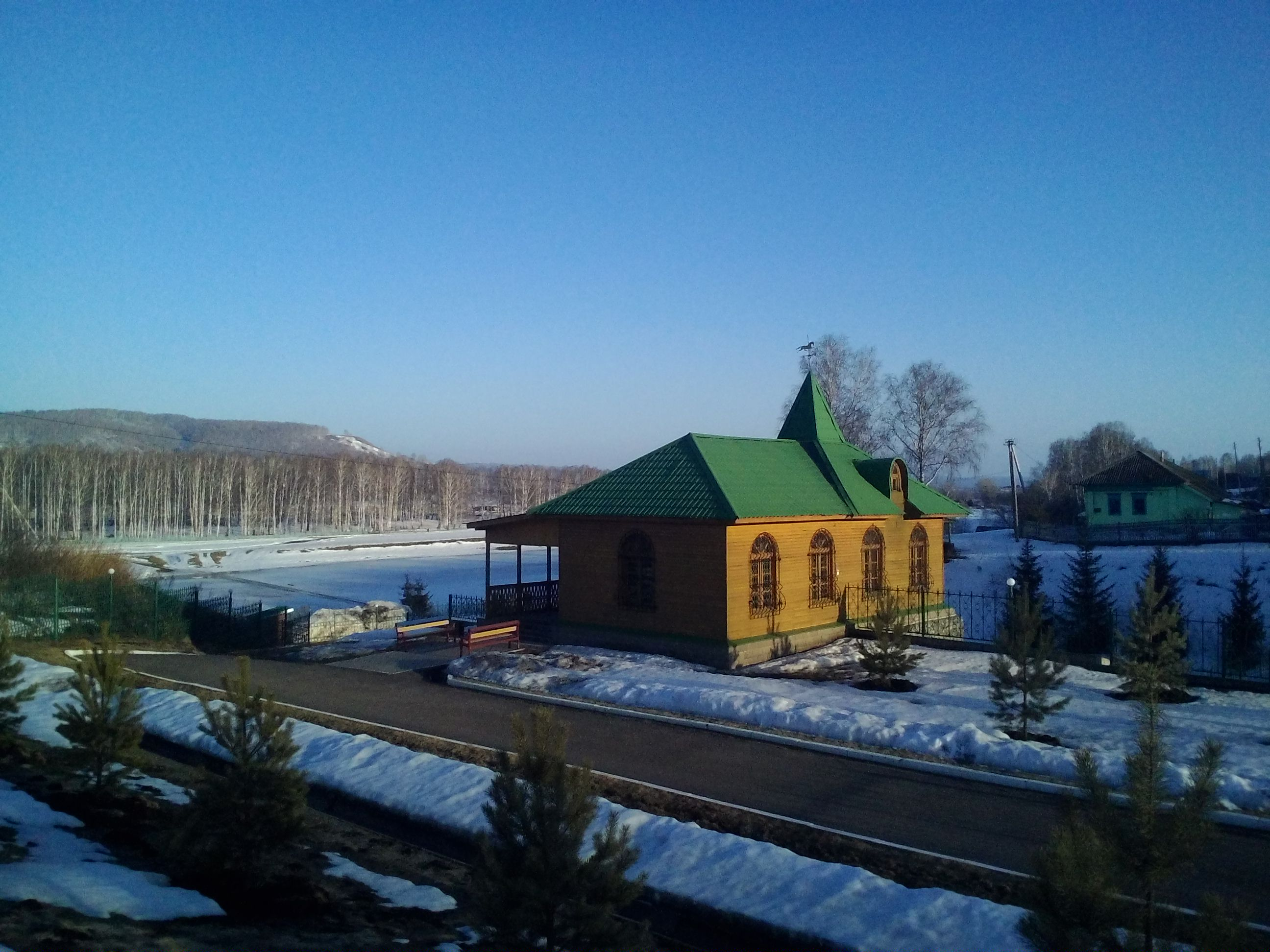